# Kølstrup Sogn

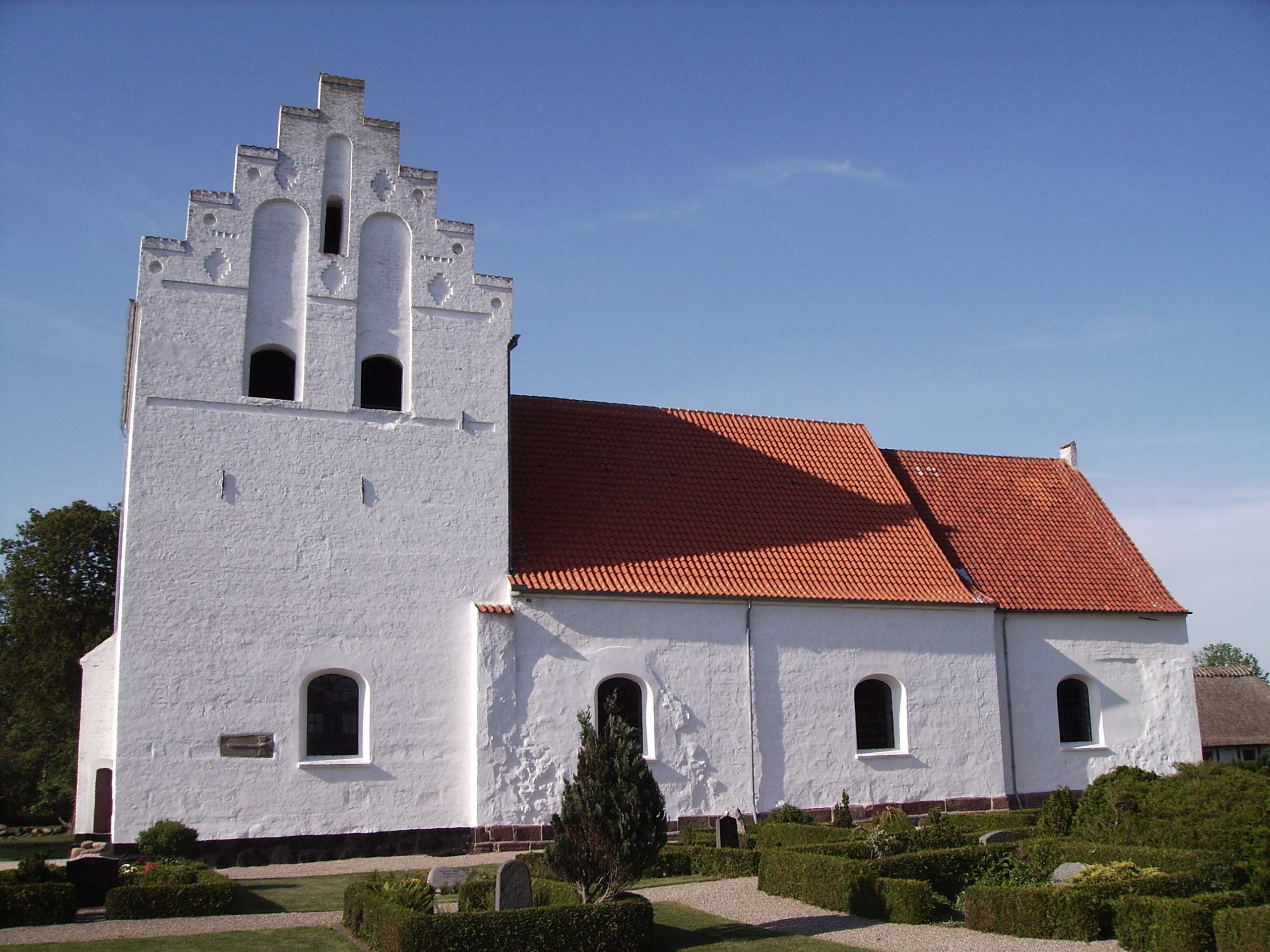
Kølstrup Kirke

Kølstrup Sogn ist eine Kirchspielsgemeinde (dän.: Sogn)
auf der Insel Fyn (dt.: Fünen)
im südlichen Dänemark. Bis 1970 gehörte sie zur Harde Bjerge Herred im damaligen Odense Amt, danach zur Kerteminde Kommune im
Fyns Amt, die im Zuge der  Kommunalreform zum 1. Januar 2007 in der
„neuen“
Kerteminde Kommune in der Region Syddanmark aufgegangen ist.
Im Kirchspiel leben 844 Einwohner (Stand: 1. Januar 2023). Im Kirchspiel liegt die Kirche „Kølstrup Kirke“.
Nachbargemeinden sind im Osten Revninge Sogn, im Südosten Rynkeby Sogn, im Süden Birkende Sogn, im Südwesten Marslev Sogn und im Westen Munkebo Sogn.

## Persönlichkeiten
- Aage Walther (1897–1961), Turner